# Niszczyciele rakietowe typu Chungmugong Yi Sun-sin
Niszczyciele rakietowe typu Chungmugong Yi Sun-sin – południowokoreańskie niszczyciele rakietowe z których pierwszy wszedł do służby w 2003. Do 2007 w służbie znajdowało się 5 jednostek, w 2008 planowane jest wprowadzenie do służby 6 jednostki. Okręty noszą także oznaczenie KDX-II.

## Historia
W połowie lat 90. rząd Korei Południowej podjął decyzję o rozpoczęciu wieloletniego programu rozwoju i budowy nowych wielozadaniowych niszczycieli rakietowych. Program podzielono na trzy etapy przewidujące budowę coraz większych i bardziej zaawansowanych technicznie jednostek. Projekt otrzymał oznaczenie KDX (ang. Korean Destroyer Experimental) i zakładał budowę niszczycieli 3 różnych typów: KDX-I o wyporności 3800 t i terminie wejścia do służby w 1998, KDX-II o wyporności 5000 t i terminie wejścia do służby w 2002 oraz KDX-III o wyporności 7000 t i przewidywanym terminie wejścia do służby w 2008. Każdy z etapów projektu wraz z coraz większymi okrętami przewidywał dla nich bardziej zaawansowane wyposażenie elektroniczne i uzbrojenie. Niszczyciele typu KDX-II projektowano i budowano w ścisłej współpracy z US Navy. Amerykanie zostali głównymi dostawcami wyposażenia elektronicznego takiego jak sonary, radary, sprzęt łączności, a także uzbrojenie na które składały się m.in. wyrzutnie systemu VLS Mk 41 pociski przeciwlotnicze Standard i przeciwokrętowe Harpoon. Prace nad projektem zostały zagrożone w 1998 z powodu azjatyckiego kryzysu ekonomicznego, który spowodował cięcia w południowokoreańskim budżecie obronnym. Projekt KDX-II uniknął jednak poważnych opóźnień ponieważ został uznany za program priorytetowy dla obronności Korei Południowej.

## Działania zbrojne
Okręt Republiki Korei Choi Yeong brał udział w operacji antypirackiej Dawn of Gulf of Aden w 2011 roku. Zaokrętowani na DDH 981 komandosi uwolnili porwanych marynarzy koreańskiego statku. Żołnierze Republiki Korei zdobyli motorowiec zaatakowany przez somalijskich piratów, wielu afrykańskich napastników zginęło.

## Zbudowane okręty
| Niszczyciele rakietowe typu Chungmugong Yi Sun-sin |                 |                      |                     |
| Nazwa                                              | Numer taktyczny | Wodowanie            | Wejście do służby   |
| Chungmugong Yi Sunshin                             | DDH 975         | 22 maja 2002         | 2 grudnia 2003      |
| Munmu the Great                                    | DDH 976         | 11 kwietnia 2003     | 30 września 2004    |
| Daejoyeong                                         | DDH 977         | 12 listopada 2003    | 30 czerwca 2005     |
| Wang Geon                                          | DDH 978         | 4 maja 2005          | 10 listopada 2006   |
| Kang Gamchan                                       | DDH 979         | 16 marca 2006        | 2 października 2007 |
| Choi Yeong                                         | DDH 981         | 20 października 2006 | 4 września 2008     |